# JKT48
JKT48 (lê-se "J.K.T. Forty-eight") é um grupo musical da Indonésia, grupo irmão do grupo AKB48 e o primeiro fora do Japão, com sede em Jacarta.
Formado em 2011, o grupo adotou o conceito de "ídolos que você pode conhecer", antes de mudar para "ídolos que virão ao seu encontro" desde 8 de abril de 2018. O grupo abriu seu próprio teatro no 4º andar do shopping FX Sudirman no início de setembro de 2012, onde os fãs podem assistir a apresentações diárias todos os dias, exceto às segundas-feiras. O teatro foi construído como uma réplica aproximada do Teatro AKB48 em Akihabara.
Embora o JKT48 não restrinja a adesão por nacionalidade, os candidatos devem ser residentes da Indonésia. Em 3 de setembro de 2023, o grupo tinha 41 membros individuais.
Em 16 de fevereiro de 2013, JKT48 lançou seu primeiro álbum de estúdio "Heavy Rotation" pela Hits Records, uma divisão da subsidiária MNC PT Star Media Nusantara. O grupo normalmente executa músicas do AKB48 e de outros grupos irmãos que são traduzidas para o indonésio. O grupo lançou seu primeiro single original, "Rapsodi", em janeiro de 2020.

## História
A formação do JKT48 foi anunciado pela primeira vez em 11 de setembro de 2011, em um evento realizado no AKB48 Makuhari Messe, Chiba.
As inscrições poderiam ser feitas por garotas entre 13 e 18 anos até o dia 16 de setembro de 2011. A entrevista para as candidatas teve início no final de setembro, com a audição final para as finalistas a ser realizada em 8 de outubro de 2011, com  testes das habilidades de dança e canto. As finalistas foram apresentadas ao público em 3 de Novembro de 2011.
Em 16 de fevereiro de 2013, JKT48 lançou seu primeiro álbum de estúdio "Heavy Rotation" pela Hits Records, uma divisão da subsidiária MNC PT Star Media Nusantara. O grupo normalmente executa músicas do AKB48 e de outros grupos irmãos que são traduzidas para o indonésio.
O teatro foi inaugurado no dia 01 de setembro no shopping "FX" no coração da cidade de Jacarta. JKT48 lançou seu primeiro single, "RIVER", em 11 de Maio de 2013, tendo como center Devi Kinal Putri e Melody Nurramdhani Laksani. Em 26 de Abril de 2014, JKT48 realizou sua primeira "Eleição Geral" com Melody Nurramdhani Laksani ficando em #1, Jessica Veranda em #2, e Haruka Nakagawa em #3. O single com o "senbatsu" votado pelos fãs na "eleição geral" foi "Gingham Check", tendo Melody como center.
O grupo lançou seu primeiro single original, "Rapsodi", em janeiro de 2020.

## Integrantes

### Membros
Como em AKB48, realizam-se audições regulares para recrutar novos membros. As aprovadas passam um tempo treinando e são promovidas como membros oficiais em uma equipe participando em várias atividades (principalmente em performances de teatro). O grupo trabalha com sistema de gerações.
Nota:Aki Takajo e Haruka Nakagawa foram voluntárias para o programa de intercâmbio do AKB48. Chikano Rina, que era do AKB48, foi transferida para o JKT48.

### Ex-integrantes
Em JKT48 se trabalha com o sistema de graduações. Uma membro pode sair por vários motivos,para focar nos estudos, por problemas de saúde, para seguir carreira solo, escândalo, ou outros motivos.

### Kenkyuusei
Até 3 de setembro de 2023, o grupo era composto individualmente por 41 membros: 28 membros regulares e 13 estagiários da décima primeira geração.
Team J tem 20 membros. Team K tem 24 membros e Team T tem 18 membros. E atualmente tem 4 kenkyuuseis.

Elas fazem parte de uma equipe de apoio, cujo papel é substituir um membro de uma equipe, quando ela não pode se apresentar em algo. Além disso, podem ser promovidas a membros oficiais quando uma garota se gradua, assim ela a substitui na equipe. 